# Sørup (Rebild Kommune)
Sørup ist ein Ort im Norden der dänischen Halbinsel Jütland. Er gehört zur Gemeinde Rebild in der Region Nordjylland und zählt 395 Einwohner (Stand 1. Januar 2023).

## Entwicklung der Einwohnerzahl
| Jahr           | Einwohner |
| -------------- | --------- |
| 1. Januar 1976 | 217       |
| 1. Januar 1981 | 356       |
| 1. Januar 1986 | 374       |
| 1. Januar 1990 | 357       |
| 1. Januar 1996 | 396       |
| 1. Januar 2000 | 420       |
| 1. Januar 2004 | 387       |
| 1. Januar 2008 | 375       |
| 1. Januar 2009 | 371       |
| 1. Januar 2010 | 364       |

## Verwaltungszugehörigkeit
- 1. April 1970 bis 31. Dezember 2006: Støvring Kommune, Nordjyllands Amt
- seit 1. Januar 2007: Rebild Kommune, Region Nordjylland